# Herma Kramm
Herma Kramm (* 9. April 1920 in Emden; † 22. April 1998 in Münster) war Universitätschordirektorin und Honorarprofessorin der Universität Münster.

## Leben
Herma Kramm wuchs in Emden und in Münster auf und studierte nach der Schulzeit an der Universität Münster Philologie. Gleichzeitig ließ sie sich in Sologesang ausbilden. Während des Zweiten Weltkriegs hielt sie sich für musikalische Studien in Hamburg und Wien auf. Eine Solokarriere ließ sich aus gesundheitlichen Gründen nicht verwirklichen, sodass sie zunächst als Dolmetscherin für die britische Militärregierung und dann als Lehrerin tätig war. Ihr Interesse verschob sich in dieser Zeit in Richtung Chorgesang.
1947 bildete sich an der gerade wieder entstandenen Katholischen Studentengemeinde ein kleiner Chor, der sich später aus der organisatorischen Anbindung an die Studentengemeinde löste und zum Studentischen Madrigalchor wuchs. Herma Kramm leitete diesen Chor von seiner Entstehung bis zu ihrem Tod 1998. 1981 gründete sie den Universitätschor, der anders als der Madrigalchor nicht auf a cappella-Stücke spezialisiert war, sondern sich auf große Chorwerke mit Orchester konzentrierte. Die besten Stimmen beider Chöre und ihre Gesangsschüler vereinigte sie zum Kammer-Ensemble, das mit den beiden Chören gemeinsam das Collegium musicum vocale der Universität Münster bildete.

## Wirkung
Herma Kramm legte Wert darauf, dass der Studentische Madrigalchor als Botschafter der Universität Münster in der Welt fungierte. Neben regelmäßigen Auftritten in der Heimat gehörten Auslandsreisen zum festen Bestandteil des Chorlebens. Schon 1948 reiste der Chor in die Niederlande, ein für die unmittelbare Nachkriegszeit einmaliger Vorgang. Weitere Reisen und große Tourneen folgten, zunächst ins europäische Ausland, ab Ende der 1950er Jahre in die USA, nach Asien, Australien, Neuseeland, Kanada, Afrika und Südamerika.

## Ehrungen
Die Westfälische Wilhelms-Universität Münster verlieh Kramm die Titel Universitätschordirektorin und Honorarprofessorin, sie erhielt die Universitätsmedaille und wurde zur Ehrensenatorin der Universität ernannt. Daneben erhielt sie 1983 das Bundesverdienstkreuz Erster Klasse, die Paulus-Plakette der Stadt Münster und 1987 den Verdienstorden des Landes Nordrhein-Westfalen. Überdies ist in Münster mit dem Herma-Kramm-Weg eine Straße nach ihr benannt.

## Nachlass
Das Universitätsarchiv der Westfälischen Wilhelms-Universität Münster verwahrt den Nachlass von Herma Kramm.

## Schriften
- Herma Kramm: Angekommen. Als musikalische Botschafterin mit dem Madrigalchor durch die Welt. Hrsg. von Felizitas Rasch und Klemens Kramm, Münster 2000.